# Johann Nicolaus Rohlwes
Johann Nicolaus Rohlwes (* 14. Mai 1755 in Hildesheim; † 13. Juni 1823 in Strasburg in der Uckermark) war ein deutscher Tierarzt.

## Leben

### Werdegang
Zur Herkunft und schulischen Ausbildung von Johann Nicolaus Rohlwes lagen keine Hinweise vor. Kurz nachdem er eine Maler-Lehre angefangen hatte, verließ er seinen Lehrherrn und wurde Schmied. Er entschloss sich, eine zweijährige Ausbildung zum Veterinär am Marstall in Braunschweig zu beginnen, von da ging er an die Universität Göttingen und wurde im Universitätsreitstall ein Schüler des Stallmeisters Johann Heinrich Ayrer. Er hörte unter anderem Vorlesungen beim Anatom Johann Friedrich Blumenbach, der ihn durch seine Studien begleitete.
Nach Beendigung des Studiums wurde er Rossarzt im Dragoner-Regiment in Göttingen, nahm aber kurz darauf seinen Abschied und betrieb einige Zeit eine Privatpraxis in Lüneburg. 1779 übernahm er die Stelle eines Pferdearztes in der kurhannoverschen Armee beim 1. Kavallerie-Leib-Regiment in Lüneburg. Es gelang ihm, während seiner Dienstzeit einen einjährigen Urlaub zu erhalten, um seine Kenntnisse bei Johann Adam Kersting (1727–1784), der als Oberhofroßarzt und Dozent für Veterinärmedizin und Direktor an der Königlichen Rossarzney-Schule in Hannover tätig war, vertiefen zu können. Er betrieb dort neben seiner Dienstzeit in Lüneburg seine Privatpraxis und begann 1780 mit seiner schriftstellerischen Tätigkeit. 
1787 heiratete er Eleonore Friederike (* 1763; † 25. April 1849 in Berlin) die Tochter des Regiments-Chirurgen Johann Friedrich Krägelius (1715–1783) aus Lüneburg; gemeinsam hatten sie fünf Kinder. 
Nach einer Aufforderung durch den preußischen Oberstallmeister Carl Heinrich August von Lindenau wurde er 1787 erster Tierarzt im neu zu errichtenden Friedrich-Wilhelm-Gestüt (siehe Brandenburgisches Haupt- und Landgestüt Neustadt/Dosse) in Neustadt an der Dosse; dazu erhielt er die Aufgaben eines Tierarztes des Landgestüts und war damit zuständig für die Umgebung bis nach Mecklenburg hinein. 
1802 bat er, aufgrund eines Konflikts mit der Tierarznei-Schuldirektion um seine Entlassung und ging als praktischer Tierarzt nach Berlin; dort wurde ihm durch den König Friedrich Wilhelm III. eine Pension gewährt.
Von 1804 bis 1808 lebte er als Tierarzt in Prenzlau, weil jedoch nach der französischen Invasion (siehe Vierter Koalitionskrieg) die Pensionszahlungen eingestellt worden waren, ging er nach Mecklenburg und betätigte sich als Tierarzt in der Pferdezucht. 
Nachdem 1810 die Pensionszahlungen durch den preußischen König wieder gewährt wurden, zog er nach Strasburg in der Uckermark und wirkte als Tierarzt. In seinen letzten sieben Lebensjahren litt er an heftigen und häufigen Anfällen von Gicht, in deren Folge er sein rechtes Auge verlor, dazu kamen asthmatische Beschwerden.

### Schriftstellerisches Wirken
Johann Nicolaus Rohlwes verfasste verschiedene tiermedizinische Schriften, so unter anderem eine Abhandlung über die äußeren Krankheiten von Pferden, sowie 1787 Schriften über die inneren und äußeren Krankheiten der Pferde.
Von 1799 gab er ein Magazin für Thierarzneikunde, oder Beobachtungen, Versuche und Erfahrungen über die innerlichen und äußerlichen Krankheiten der Pferde und des Hornviehes mit vierteljährlichen Heften heraus, von denen vier Jahrgänge bis 1802 erschienen.
Aufgrund einer Preisaufgabe der 1791 gegründeten Märkischen Ökonomischen Gesellschaft in Potsdam verfasste er 1802 sein Allgemeines Vieharzneibuch, erhielt dafür den Preis und wurde zum Mitglied ernannt; seine Bücher wurden in mehreren Auflagen veröffentlicht und in verschiedenen Ländern übersetzt, so unter anderem 1818 in Ungarn. Das Allgemeine Vieharzneibuch erschien bis kurz vor Ausbruch des Ersten Weltkriegs in der 68. Auflage.
1814 veröffentlichte er ein Rezeptbuch für Schäfer als Ergänzung zur Schrift Die Wartung, Zucht und Pflege der Schaafe des Amtmanns Carl August Hubert.
Sein mehrbändiges Werk Das Ganze der Thierheilkunde wurde nach seinem Tod von Christian Ehrenfried Seifert von Tennecker ab dem dritten Band vervollständigt.

## Mitgliedschaften
Johann Nicolaus Rohlwes wurde 1791 Mitglied der Märkischen Ökonomischen Gesellschaft in Potsdam.
Er trat 1805 der 1796 gegründeten Prenzlauer Freimaurerloge Zur Wahrheit bei, die allerdings 1806 aufgrund des Krieges geschlossen wurde.

## Schriften (Auswahl)
- Etwas von der Pferdearzeney-Wissenschaft, oder: woher die mehresten Krankheiten der Pferde bey der Cavallerie entstehen, und wie selbige curiret oder ihnen vorgebeuget werden könne. Göttingen, 1780 (Digitalisat).
- Beschreibung einer bemerkungswürdigen Krankheit eines Pferdes. In: Hannoverisches Magazin vom 6. Juli 1787 (Digitalisat).
- Allgemeines Vieharzneibuch. 1791. 15. Aufl. Berlin, 1838 (Digitalisat).
- Abhandlung von den innerlichen Krankheiten der Pferde zur Bildung für angehende Thierärzte. Lüneburg, 1797 (Digitalisat).
- Abhandlung von den äußerlichen Krankheiten der Pferde. Lüneburg, 1797 (Digitalisat).
- Praktische Bemerkungen über das Einimpfen der Pocken bei den Schafen. Berlin, 1806.
- Die Pferdezucht oder die Veredelung der Pferde in den preußischen Staaten. Berlin, 1806 (Digitalisat).
- Rezeptbuch für Schäfer, oder: praktische Anweisung, wie ein jeder die Ursachen der Krankheiten bei den Schafen auffinden, dieselben erkennen und heilen soll. Berlin, 1813.
- Rathgeber für Schäferei-Besitzer und Landwirthe.
  - Erstes Heft enthaltend Beschreibung eines wohlfeilen und leicht anwendbaren Mittels dem Drehen der Schafe vorzubeugen, und Anleitung zu Ersparung und Vermehrung des Futters wie auch zur Verbesserung des verdorbenen vorzüglich für die Schafe und das Rindvieh. Berlin, 1819 (Digitalisat).
  - Zweites Heft enthaltend Beschreibung einiger gefährlichen Krankheiten unter Pferden, Rindvieh und Schafen und deren Heilung ingleichen über die Futterarten unter denselben und über die Einrichtung der Schafkrippen mit Raufen. Berlin, 1820 (Digitalisat).
  - Drittes Heft enthaltend Beschreibung und Heilung der Wurmkrankheit und anderer gefährlichen Krankheiten der Pferde ... Berlin, 1821 (Digitalisat).
  - Viertes Heft enthaltend Anleitung zur Zucht und vortheilhaften Benutzung der Kaninchen ... Berlin, 1822 (Digitalisat).
  - Fünftes Heft enthaltend Darstellung der neu erfundenen Operation das Drehen der Schafe zu heilen ... Berlin, 1823 (Digitalisat).
- Über die Erkenntniß und Heilart der Krankheiten der Thiere. Hannover, 1816.
- Der Pferdearzt im Felde. Berlin, 1816.
- Der Taschen-Pferdearzt. 4. Aufl. Berlin, 1820 (Digitalisat).
- Die Federviehzucht oder Anleitung zur Erziehung, Wartung und Mästung der geflügelten Hausthiere, wie auch zur Erkenntniss und Heilung ihrer Krankheiten. Berlin, 1821 (Digitalisat).
- Johann Nicolaus Rohlwes; Christian Ehrenfried Seifert von Tennecker: Das Ganze der Thierheilkunde.
  - Erster Teil: Von der Pferdezucht. Leipzig, 1822 (Digitalisat).
  - Zweiter Teil: I. Die wissenswürdigsten Teile des Pferdes. II. Die Erkenntnis und Heilung der innerlichen Krankheiten der Pferde. Leipzig, 1823.
  - Dritter Teil: Von der Erkenntniß und Heilung der äußerlichen Krankheiten, Verletzungen und Verwundungen der Pferde und aller Arten von Lähmungen. Leipzig, 1825 (Digitalisat).
  - Vierter Teil: Über die Hufkrankheiten - Die Lähmungen - Die Hautkrankheiten - Die Knochenbrüche - Die Darmbrüche und Vorfälle - Seuchen der Pferde - Die Anwendung innerer und äußerer Heilmittel - Das Englisieren - Das Castrieren. Leipzig, 1825.
- Baromorvos Könyv. Budapest, 1854 (Digitalisat).